# 黄斌卿
黃斌卿（1600年—1649年），字明輔，明末、南明福建興化府莆田縣人。

## 生平
世代為福建兴化卫百户。崇祯五年（1632年）十二月，擔任福建铜山水寨把总。崇祯七年（1634年）七月，加都司佥书管事。崇祯九年（1636年）升任福建巡抚标下中军游击将军。崇祯末年为舟山参将。弘光时，升九江总兵。曾于江上破左良玉东下之军。隆武政权封其为成虏侯。以鲁王政权侍郎冯京第的建议，派胞弟黄孝卿与冯京第出使日本借兵，最終失敗。鲁王监国逃至台州，后至舟山，黄斌卿不愿意让监国鲁王在舟山建立朝廷，鲁王只得逃往福建长垣。永曆三年（1649年）九月，张名振、阮进等襲殺黄斌卿，抛屍入海。张煌言有诗《弔肃虏侯黄虎痴》：“百年心事总休论，堕泪凭看石上痕。竹帛早应传魏胜，河山终不负刘琨。当时杖履知何在，此日衣冠赖孰存？一自将台星殒后，胡尘天地尚黄昏！”
著有《来威堂存稿》、《东南纪略》、《闽浙杂咏》数十卷。